# Tempestade tropical Barbara (2007)
A tempestade tropical Bárbara foi o primeiro ciclone tropical a atingir terras emersas durante a temporada de furacões no Pacífico de 2007. Sendo a segunda tempestade da temporada, Bárbara desenvolveu-se de uma área de baixa pressão em 29 de maio, cerca de 380 km a sudeste de Acapulco, México. O sistema seguiu firmemente para o sul antes de virar ligeiramente para o leste e rapidamente se intensificou para uma tempestade tropical. Fortes ventos de cisalhamento fizeram Bárbara se enfraquecer, embora o sistema se organizou novamente antes de alcançar o pico de intensidade, com ventos de 85 km/h, antes de alcançar a terra, próximo à fronteira do México com a Guatemala. Bárbara rapidamente se enfraqueceu sobre terra e em 2 de junho, o NHC emitiu seu último aviso sobre a tempestade. Apesar das expectativas que a tempestade poderia alcançar a força de um furacão, Bárbara atingiu a costa como uma pequena e fraca tempestade tropical. Bárbara produziu chuvas torrenciais locais e rajadas de ventos e na maioria das localidades os danos foram mínimos. Entretanto, no sul do México, a chuva destruiu grandes áreas de lavoura, sendo que os prejuízos pela perda da produção agrícola foram calculados em $55 milhões de dólares.

## História meteorológica

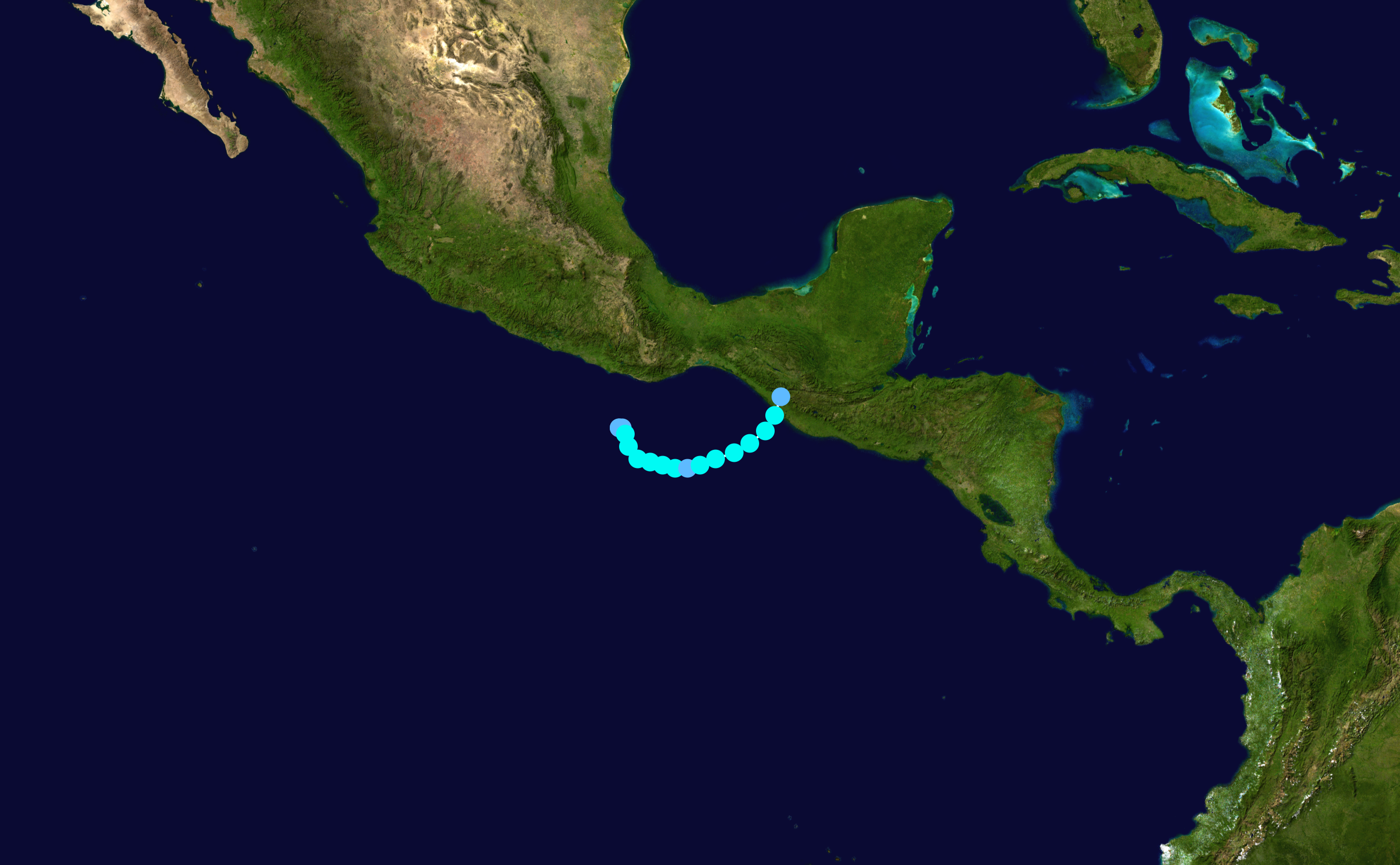
O caminho de Bárbara

Uma onda tropical deixou a costa da África em 14 de maio. Acredita-se que esta onda seja o ponto de partida do desenvolvimento de Bárbara. O eixo da onda cruzou a América Central em 25 de maio e emergiu no Oceano Pacífico nordeste no dia seguinte. Interagindo com a zona de convergência intertropical, uma grande área de baixa pressão de superfície desenvolveu-se na área de 27 de maio, e assim que o sistema movia-se para o norte, mantinha uma convecção de ar desorganizada e limitada. Em 29 de maio, a convecção de ar se intensificou e ficou mais concentrada perto da área de baixa pressão. Bandas de tempestade destacadas desenvolveram-se no semicírculo leste do sistema assim que a circulação de ar ficou mais bem definido. Foi estimado que o sistema torna-se a depressão tropical Dois-E às 18:00 UTC de 29 de maio cerca de 185 km a sudeste de Puerto Escondido, Oaxaca, México. Depois de se tornar um ciclone tropical, a depressão estava estacionária numa área com águas quentes, poucos ventos de cisalhamento e condições de altos níveis favoráveis.
Nas horas depois que o sistema tornou-se um ciclone tropical, a convecção profunda associada com a depressão diminuíram, embora a convecção aumentasse novamente mais tarde. Uma banda de tempestade desenvolveu-se no quadrante sudeste da circulação de ar e, baseado em altos números da técnica de Dvorak e imagens de satélite melhoradas, o NHC classificou a depressão como tempestade tropical Bárbara, enquanto o sistema estava localizado a cerca de 185 km de Puerto Escondido, México. A formação da tempestade marcou uma dentro de três vezes que duas tempestades se formaram na bacia do Pacífico nordeste. As outras vezes foram nas temporadas de 1956 e 1984. Inicialmente, foi previsto o fortalecimento de Bárbara, chegando a força de furacão, com ventos de 135 km/h.
A tempestade seguiu firmemente para o sul de depois para o leste devido a correntes de ar que iam para o norte atrás de um cavado de altos níveis no Golfo do México. Com correntes de ar bem definidas deixando o sistema e águas quentes, Bárbara ficou mais bem organizado assim que fortes bandas curvas de tempestade desenvolveram-se perto do centro do sistema. Entretanto, em 31 de maio, fortes ventos de cisalhamento e fracas correntes de ar que chegavam no sistema fizeram a tempestade se enfraquecer. Na tarde daquele dia, o sistema tinha uma circulação muito pequena de ar dentro de uma grande área de baixa pressão e na manhã de 1º de junho, a tempestade enfraqueceu-se para depressão tropical. Na tarde daquele dia, bandas curvas destacadas de tempestade se desenvolveram novamente no sistema e depois da passagem do satélite QuikSCAT, os dados registrados por ele indicavam uma circulação de ar bem definida no sistema. Baseado nestes dados, o NHC classificou novamente o sistema como tempestade tropical. A tempestade alcançou o pico de intensidade, com ventos de 85 km/h e virou para o nordeste  assim que ele seguia sobre uma corrente de ar numa crista que se estendia daquela região até o Golfo do México. As bandas de tempestade destacadas continuaram a se organizar e pouco antes de atingir a terra um olho de baixos níveis se desenvolveu. Por volta das 13:00 UTC de 2 de junho, Bárbara atingiu a terra logo a oeste da fronteira entre a Guatemala e o México. O centro do sistema rapidamente deteriorou-se para uma depressão tropical sobre os terrenos montanhosos do extremo sul de Chiapas, México, e Bárbara se dissipou dentro de doze horas depois que atingiu a terra.

## Preparativos e impactos

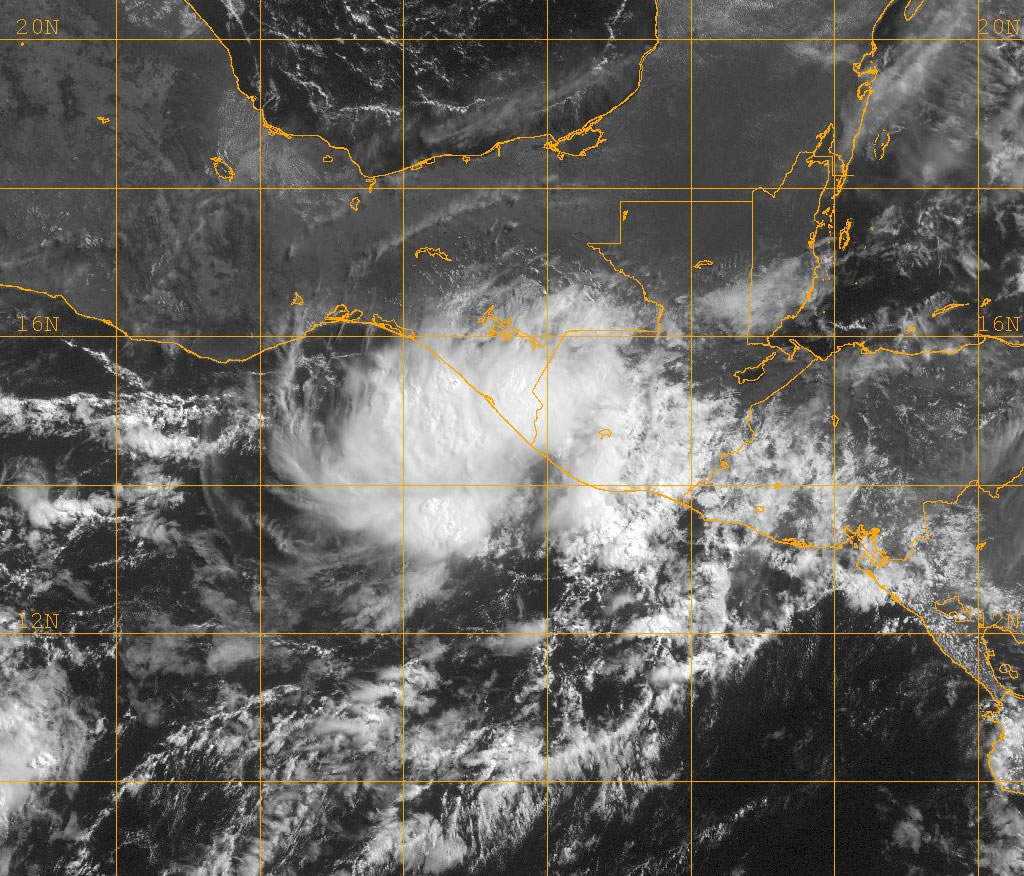
A tempestade tropical Bárbara pouco antes de atingir a costa

No começo da duração do ciclone, o NHC recomendou para as pessoas que se interessassem ao longo da costa sudoeste do México a monitorarem o progresso da tempestade. Depois do sistema novamente alcançar a força de tempestade tropical em 1º de junho, os governos da Guatemala e do México emitiram um alerta de tempestade tropical entre Sipacate, Guatemala, até Barra de Tonala, México. Depois, assim que a trilha prevista do sistema ficou mais bem definida, o alerta foi substituído por um aviso de tempestade tropical  e outro alerta de tempestade tropical foi emitido pelo governo do México para o oeste, até Salina Cruz, México. As autoridades no México disponibilizaram verbas para as regiões de Chiapas e Oaxaca em preparação para um possível desastre por enchentes. No mínimo 1.400 pessoas foram retiradas em Chiapas para abrigos emergenciais.
As bandas exteriores de tempestade de Bárbara começaram a afetar o sul do México e a Guatemala na tarde de 1º de junho. No México, o pico de precipitação em 24 horas foi 126 mm em Huixtla e sobre o México a chuva deixou acima do normal muitos rios. Uma estação meteorológica automática em Puerto Madero, México registrou ventos sustentados de 58 km/h com rajadas de 85 km/h pouco depois da tempestade atingir a costa. Em muitas localidades, os danos da tempestade foram mínimos, limitados à queda de postes e a subsequente queda do fornecimento de energia elétrica, além de alguns destelhamentos isolados. Entretanto, ventos e chuva da tempestade causaram danos moderados a fortes em lavouras nas montanhas do sul de Chiapas, México. Cerca de 90 km² de lavouras de bananas foram destruídos e 4 km² de lavouras de café também foram destruído. A passagem da tempestade também danificou lavouras de cacau, manga, coco e outros vegetais. Os danos nas lavouras foram restituídos pelo governo do México aos fazendeiros, por volta de 200 milhões de pesos mexicanos ou cerca de 55 milhões de dólares.
Em Ocos, Guatemala, perto da fronteira com o México, ventos da tempestade destruíram os telhados de doze cabanas, forçando mais de 100 pessoas a saírem de suas residências. Os ventos também derrubaram várias árvores perto da costa. Chuvas torrenciais deixaram rios transbordados; a ilha de Ocos foi separado do continente depois que a ponte que liga a ilha foi destruída.